# Estoy bailando/Una locura
Estoy bailando/Una locura è un singolo di Loretta Goggi e Daniela Goggi, pubblicato nel 1979 come Hermanas Goggi, per il mercato internazionale.

## Il singolo
Scritto da Giancarlo Bigazzi, Totò Savio e Luis G. Escolar, il brano, in stile Italo disco, è la versione spagnola del brano Sto ballando, inciso l'anno precedente dalla sola Daniela.
Il brano ottenne un grande ed inaspettato successo nei paesi iberici e specialmente in Spagna e Sud America, dove le sorelle Goggi avevano promosso due spettacoli itineranti Go & Go e Supergoggi, nel periodo 1977-1980, piazzandosi al primo posto della Clasificacion nacional del disco, hit parade dei singoli più venduti in Spagna, e superando il milione di copie vendute,.
Il lato B, Una locura, pur avendo il titolo in spagnolo, non è altro che la versione italiana di Voglia.

## Reinterpretazioni
Nel 1979 le gemelle Trix incisero una cover del brano per il mercato sudamericano.
Nel 2009 il duo di Drag queen Shimai ha inciso una cover dance del brano, rimasto a tutt'oggi una "cult song" GLBT dei paesi in lingua ispanica.

## Tracce
Lato A
1. Estoy bailando – 3:09 (Giancarlo Bigazzi-Totò Savio-Luis G. Escolar)

Lato B
1. Una locura – 3:13 (Giancarlo Bigazzi-Totò Savio)